# Jordi Maria Bou i Simó
Jordi M. Bou i Simó o Jordi Maria Bou i Simó, de naixement Ramon Bou i Simó (l'Espluga de Francolí, Conca de Barberà, 26 de febrer de 1925 - Monestir de Poblet, Vimbodí i Poblet, Conca de Barberà, 23 de novembre de 2016) fou un monjo i organista català.
Provinent d'una família profundament religiosa i amb antecedents musicals notables, després de cursar el batxillerat a Tarragona, Jordi M. Bou i Simó (batejat amb el nom de Ramon) ingressà al Monestir de Poblet el 27 de desembre de l'any 1943, i professà com a monjo cistercent el 20 de maig de 1945. Gran amant de la música, va ser durant molts anys l'organista de la comunitat. L'any 1947 començà a acompanyar amb l'harmònium l'ofici diví de la comunitat, de la qual seria durant molts anys l'organista. Rebé l'ordenació sacerdotal el 10 de març de 1951. L'any 1959, marxà a Roma, per a cursar-hi estudis de solfeig, harmonia, piano i orgue, amb una estada d'un any, al Pontifici Institut de Música Sacra, el director del qual era mossèn Higini Anglès. En només un any va aprovar quatre cursos de piano, alhora que va aprofitar per a assistir a importants concerts musicals de la capital romana. El 1961 va poder estrenar el nou orgue de tubs construït per l'«Organería Española Alberdi», amb el qual acompanyà durant moltíssims anys el cant gregorià i les salmòdies dels monjos de Poblet. Durant els anys seixanta del segle xx Bou interpretà diversos concerts en directe per Ràdio Nacional d'Espanya a Barcelona, des del mateix orgue pobletà. Aquest antic orgue fou substituït l'any 2012 pel nou orgue Metzler del Monestir de Poblet, obra de l'orguener suís Metzler. En aquests concerts, el seu repertori fou el clàssic per a música per a orgue, amb algunes peces de l'alemany Johannes Brahms o de l'hongarès Franz Liszt, i també obres dels mestres de Bach, com és el cas de l'alemany Dietrich Buxtehude. Durant aquest temps completà els estudis d'orgue sota el mestratge de la catedràtica del Conservatori Superior de Música de Barcelona Montserrat Torrent, organista de fama internacional, i concertista memorable, alternant les classes a l'orgue del conservatori amb les que feia al Palau Nacional de Montjuïc. Cursà sis cursos d'orgue i acabà la carrera el desembre de 1968.
Mentre completava la seva formació musical, anà oferint amb el seu orgue pobletà, nombrosos concerts en diverses festes i en activitats litúrgiques. L'any 1981, l'arquebisbe de Tarragona el va nomenar President de la Comissió de Música de l'Arquebisbat de Tarragona, reconeixent-se així la seva vàlua musical i litúrgica. Cal destacar la seva contribució a la renovació de l'ofici diví i del propi i l'ordinari de la missa amb la composició de noves melodies: la missa «Santa Maria», dos magníficats, entre moltes altres antífones i cants. Durant aquests anys ha fet sis enregistraments amb el seu orgue de Poblet, amb un notable ressò entre el públic i els melòmans. La darrera gravació fou publicada l'any 1998. També ha prodigat la composició, amb diverses misses adreçades a les comunitats religioses, i publicades per l'Editorial de Música Boileau.
Bou, també fou un gran amant de la poesia, amb algunes obres publicades, de la historiografia local, amb un estudi referit a l'Ermita de la Santíssima Trinitat de l'Espluga de Francolí, i de la musicologia, expressada amb la publicació del llibre «Maria en la música medieval» (Poblet, 1994).
A partir de l'any 2000, a causa de la seva avançada edat, s'anà retirant de les seves obligacions com a organista titular de Poblet. Durant tots aquests anys, el P. Bou i Simó fou l'organista titular del monestir de Poblet, un músic de gran tècnica, d'una enorme sensibilitat, energia i força, qualitats imprescindibles per a interpretar el seu extens repertori d'orgue.